# Список етнічного походження жителів Нової Зеландії
За переписом 2006 року в Новій Зеландії 67,6 відсотка населення були етнічно визначені як "Новозеландці Європейського походження " і 14,6 відсотка як Маорі. Інші великі етнічні групи включали азіатів (9,2 відсотка) і тихоокеанські народності (6,9 відсотка), а також 11,1 відсотка ідентифікували себе просто як "новозеландці" (або тому подібне) і 1 відсоток належали до інших етносів. При заповненні перепису людина може вибрати більше однієї етнічної групи, і цей список включає в себе всі із зазначених етнічних груп, навіть якщо вибрано більше однієї етнічної групи.
Під час перепису населення в Новій Зеландії 2013 року, було встановлено, що 14,9% населення Нової Зеландії були маорі, 11,8% населення азіати (що походять з різних країн в Азії), 7,4% були вихідцями з островів Тихого океану (у тому числі з островів Кука, Ніуе і Токелау, усі з яких є залежними територіями Нової Зеландії в Тихому океані), а також 1,20% становили вихідці з Близького Сходу, Латинської Америки та африканських етносів. Приблизно три чверті населення Нової Зеландії під час перепису були європейської національності.

## Національності
| Національність                        | Відповіді |
| ------------------------------------- | --------- |
| Новозеландці Європейського походження | 2,381,076 |
| Маорі                                 | 565,329   |
| Новозеландці                          | 429,429   |
| Китайціnfd                            | 139,728   |
| Самоанці                              | 131,103   |
| Індійціnfd                            | 97,443    |
| Маорі з островів Кука                 | 56,895    |
| Тонганці                              | 50,478    |
| Англійці                              | 44,202    |
| Корейці                               | 30,792    |
| Голландці                             | 28,641    |
| Британці                              | 27,192    |
| Австралійці                           | 26,355    |
| Ніуанці                               | 22,476    |
| Європейціnfd                          | 21,855    |
| Південноафриканціnec                  | 21,609    |
| Філіппінці                            | 16,938    |
| Шотландці                             | 15,039    |
| Ірландці                              | 12,651    |
| Японці                                | 11,910    |
| Німці                                 | 10,917    |
| Американці                            | 34,806    |
| Фіджійці                              | 9,861     |
| Шрі-ланкійціnfd                       | 7,041     |
| Камбоджійці                           | 6,915     |
| Токелауанці                           | 6,819     |
| Тайці                                 | 6,057     |
| Фіджійські Індійці                    | 5,616     |
| Канадці                               | 5,604     |
| Тайванці                              | 5,451     |
| Росіяни                               | 4,833     |
| В'єтнамці                             | 4,770     |
| Африканціnfd                          | 4,053     |
| Французи                              | 3,816     |
| Валійці                               | 3,701     |
| Малайзці                              | 3,537     |
| Індонезійці                           | 3,261     |
| Іракці                                | 3,222     |
| Зімбабведзійці                        | 3,117     |
| Іранці/Перси                          | 2,895     |
| Тувалуанці                            | 2,625     |
| Араби                                 | 2,607     |
| Хорвати                               | 2,547     |
| Афганці                               | 2,538     |
| Греки                                 | 2,355     |
| Сомалійці                             | 2,319     |
| Швейцарці                             | 2,313     |
| Латиноамериканціnfd                   | 2,253     |
| Азіатиnfd                             | 2,160     |
| Пакистанці                            | 2,052     |
| Поляки                                | 1,965     |
| Данці                                 | 1,932     |
| Іспанці                               | 1,857     |
| Євразійці                             | 1,617     |
| Ассирійці                             | 1,683     |
| Вихідці з близького сходуnfd          | 1,659     |
| Ізраїльтяни/Євреї                     | 1,599     |
| Румуни                                | 1,554     |
| Кельтиnfd                             | 1,506     |
| Бангладешці                           | 1,488     |
| Бразильці                             | 1,473     |
| Африканери                            | 1,341     |
| Лаосці                                | 1,344     |
| Таїтянці                              | 1,329     |
| Шведи                                 | 1,257     |
| Угорці                                | 1,212     |
| Єгиптяни                              | 1,173     |
| Кірибатійці                           | 1,116     |
| Чилійці                               | 1,053     |
| Раротонганці                          | 1,044     |
| Ефіопці                               | 1,032     |
| Африканціnec                          | 1,029     |
| Серби                                 | 1,029     |
| Далматійці                            | 297       |
| Інші Європейці                        | 10,968    |
| Інші Меланезійці                      | 7,251     |
| Інші Азіати                           | 6,504     |
| Інші вихідці з островів тихого океану | 4,080     |
| Інші національності                   | 1,494     |
| Не визначеніa                         | 167,784   |

- nfd - Не визначені (недостатньо даних для класифікації)
- nec - Не класифіковані (коли жодна категорія не підходить для відповіді)
- a - Включає в себе: Не знаю, Відмовився від Відповіді, Відповідь неідентифіковані, відповідь виходить за рамки і не вказана.

## Див.також
- Населення Нової Зеландії